# Преки шор
Преки шор је улица позната по великом броју личности и културних здања у Шапцу. У Преком шору су рођени или живели Стојан Новаковић, Сима Тројановић, оснивач етнографског музеја, прота Јован Павловић, Милорад Поповић Шапчанин, Јанко Веселиновић, Живојин Павловић. Преки шор ће се с краја деветнаестог века и до тридесетих година двадесетог века звати Поцерска, а затим Масарикова улица.

## КафанеСтарог Шапцау Преком шору
У Поцерској улици се налазио већи број кафана Лаф, Мирамаре, Бели крст, Српска круна. У простору кафане Мирамаре је данашњи Абрашевић (назван по белведеру Фрање Јосифа). А наспрам Мирамара је био Лаф, кафана спортског клуба Мачва, Аероклуба, библиотеке. Бели крст је била кафана у улици где се налазе две куће Драгомира Драже Петровића, па је подигнута као кафана овог радикалског адвоката и названа по одликовању додељеном Шапцу. Мирамаре је са друге стране кафана Демократске странке. Српска круна се налази на крају Преког шора са стране Лафа.
Између два рата у Масариковој улици (названој по чехословачком председнику Томашу Масарику) је позната Мала Касина, или само Касина, пошто је Велика Касина престала са радом током Првог светског рата. У Шапцу је иначе постојало пет Касина: Велика Касина, Земљорадничка Касина, Занатлијска Касина, Радничка Касина и Мала Касина.

## Важна здања Преког шора
У Поцерској улици се за време Првог светског рата налази Ратна команда, а затим Пошта, Штампарија листа Радикал, а поред Гимназије Штампарија М. Илића.
Три најстарија објекта Шапца се налазе у Поцерској улици, и то: зграда Полугимназије, Шабачка библиотека (Владичански конак) и кућа проте Јована Павловића.

### Палата Крсмановића
Крсмановића кућа у улици Масарикова број 2, једно од најрепрезентативнијих дела прве фазе српског академизма, препознатљив је симбол Шапца саграђена је 1891. године, како је и забележено на прочељу. Са Палатом Крсмановића је дакле почињао Преки шор, а настала је као мираз Ј. Крсмановића. У палати Крсмановића су се налазиле многе установе културе, садржаји, Гимназија на спрату здања, Бора Антонић у приземљу, локал Јевреја Аврамовића, књижара Чеде Гајића. Последњи од наследника из породице Крсмановић, како би остала заштићена и сачувана, поклонио је кућу држави. Објекат је под заштитом државе од 1985. године као споменик културе. 
Здање је сазидано  у стилу академизма, са репрезентативно обрађеним фасадама. Трећа, угаона фасада је са широким порталом за пословни простор у приземљу, балконом изнад на који воде врата, а у самом врху, у нивоу кровних равни, постављена је била репрезентативна купола, која је уништена у Првом светском рату, заједно са низом слободностојећих фигура које су биле постављене на врху високе атике дуж обе уличне фасаде.

### Саборна црква
Саборна црква Светих апостола Петра и Павла у Шапцу је главни и највећи православни храм у Шапцу, смештен уз седиште Шабачке епархије Српске православне цркве. Саборна црква у Шапцу је средишња црква епархије. Садашња шабачка црква грађена је од 1826. до 1831. године. Плац за нову шабачку цркву је поклонио златар Јован Куртеша–Куртовић. Мајстор-неимар је био Коста Димовић из Охрида. Градња цркве трајала је доста дуже него што се предвиђало. Тако је већ након неколико година цркву требало поправљати и дозидати звоник. У Првом светском рату црква је тешко оштећена. Срушен је звоник до половине, потпуно порушен кров, а сводови и зидови оштећени. Аустријанци су у цркви држали таоце, које су стрељали испред цркве, а касније држали коње. Према подацима из Историјског архива у Шапцу сматра се да је у цркви и црквеној порти изгубило животе око 200 лица. Тачан број никада није утврђен. Окупатори су опљачкали све што се могло носити, а иконостас у доњој зони боли бајонетима. Неколико година после рата црква је поправљана. Испред цркве, на месту где је некада била зграда основне школе, подигнут је споменик изгинулим шапчанима у ратовима од 1912. до 1918. године. Споменик је осветио Његова светост патријарх српски г. Варнава 3. јуна 1934. године у присуству краља Александра и и бана Дринске бановине.

### Кућа протеЈована Павловића
Кућа Јована Павловића се налази у Шапцу, улица Масарикова 3, у строгом центру града, убраја се као непокретно културно добро у заштићене споменике културе. 
Прота Јован Павловић је сазидао кућу 1846. године за своје потребе. После 1863. године, протина удовица кућу продаје и она до данас мења више власника. Протина кућа је изразит пример профане балканске архитектуре и као таква се сачувала као једини преостали пример у граду. Објекат има благо издужену правоугаону основу са улазом на бочној фасади. Улична фасада има на спратном делу низ од три прозорска отвора која су међусобно одвојена наглашеним, једноставним пиластрима. Кров је благог пада, са ћерамидом као покривачем.
Крајем прошлог века се у овом објекту налазила посластичарница „Липа”, а данас кафић „Протина кућа”.

### Владичин конак
Зграда владичиног конака у Шапцу, у улици Масарикова бр. 18, саграђена 1854. године, представља један од најрепрезентативнијих објеката у граду. Као непокретно културно добро има статус споменика културе од великог значаја. 
Зграда је наменски грађена за потребе Шабачко-ваљевске епархије Српске Православне цркве, коју је саградио Јарослав Часни. Дужи низ година објекат је служио својој првобитној намени, да би крајем 19. века зграду користила шабачка гимназија.
Између два рата у згради је поново седиште епархије, да би 1954. године грађевини дата садашња намена, усељена је Библиотека шабачка. Спратно здање је подигнуто под јаким утицајем војвођанског академизма.

### Зграда Полугимназије
Зграда полугимназије у Шапцу је подигнута 1857. године у центру града са улазом из Преког шора. Представља непокретно културно добро као споменик културе од великог значаја. У зградама школе су боравиле аустроугарска војска за време Првог светског рата, и немачка војска током Другог светског рата при чему су више пута демолиране и пљачкане. Током наредних година вршене су разне поправке и проширења, да би се 1954. године приземни део уступио Градском музеју, који добија целу зграду на располагање 1961. године. 
На спрату Полугимназије некада су училе значајне личности Исидора Секулић, Милева Марић, Љубомир Стојановић, Јован Ђорђевић, Владимир Јовановић, Владимир Карић, Сима Тројановић, Владимир Васић.

### Кућа Драгомира Петровића
Кућа Драгомира Петровића се налази у Шапцу, у улици Масарикова бр. 39. Кућу је 1912. године за своје потребе подигао Драгомир Дража Петровић, шабачки адвокат. Као непокретно културно добро представља споменик културе од великог значаја. 
На њој обилују флорални мотиви, а посебно су украшени венци зграде и натпрозорници (гирланде, балустери и др). На том простору су вешто изведене живописне комбинације клинкер опеке и малтера. Зградом доминира полукружни еркер који се уздиже над хаустором. Врх еркера је решен у облику кубета, са оградицом од кованог гвожђа. Слична ограда украшава и горњу ивицу крова. Сокл је урађен од радаљског гранита, са дубоким браздама, изведеним као на ренесансним грађевинама.